# لنارک
longitudeلنارکlatitudeلنارک
لنارک (به انگلیسی: Lanark) یک شهرک در اسکاتلند است که در لانارکشر جنوبی واقع شده‌است.

## خصوصیات
لنارک  ۸٬۲۵۳ نفر جمعیت دارد.

## خواهرخوانده
شهر Yvetot خواهرخواندهٔ لنارک هست.

## نگارخانه

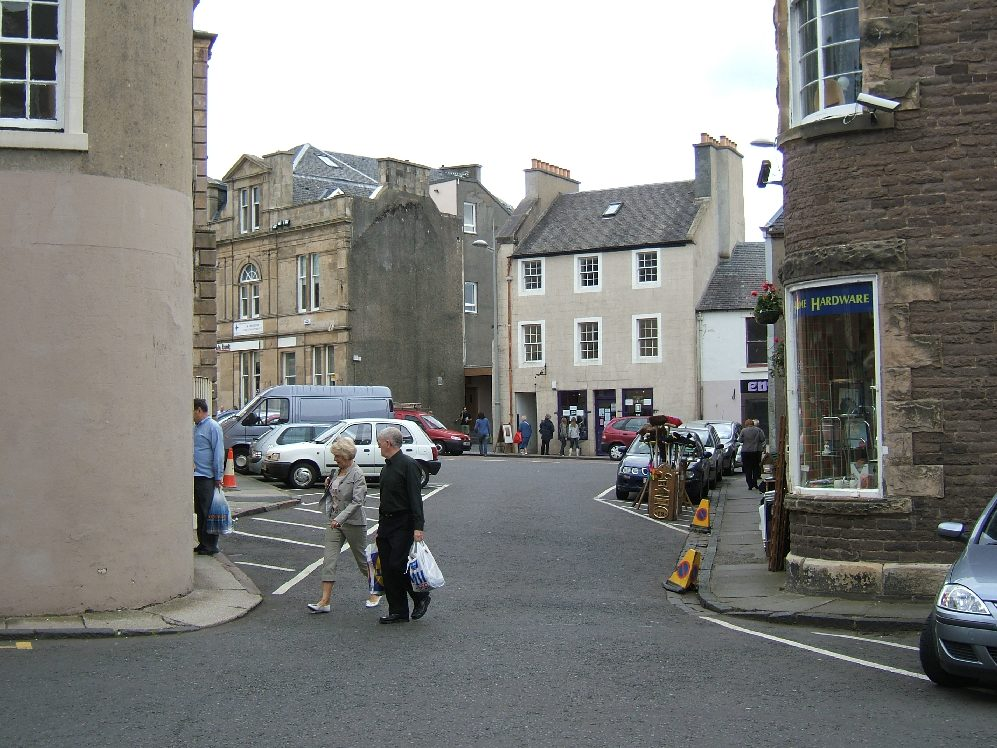
Town centre
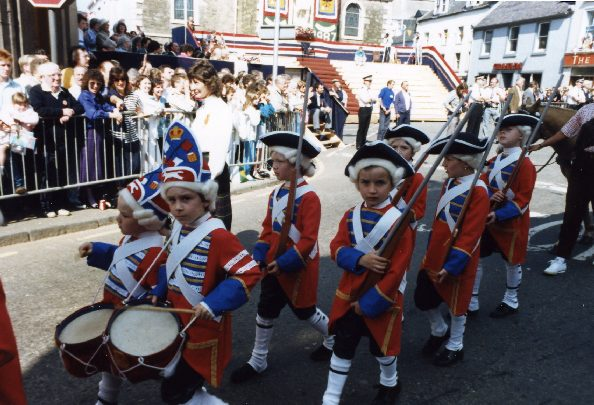
Lanimers
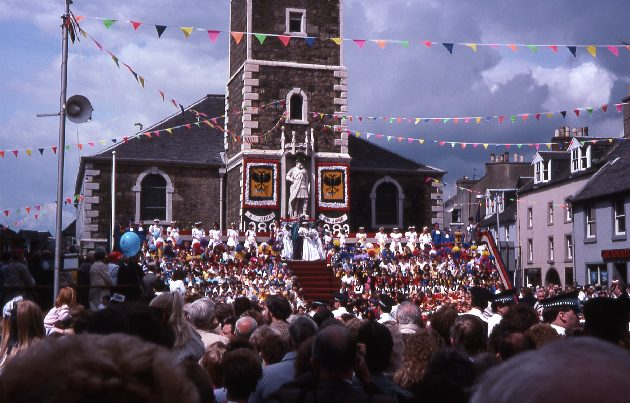
Lanimers
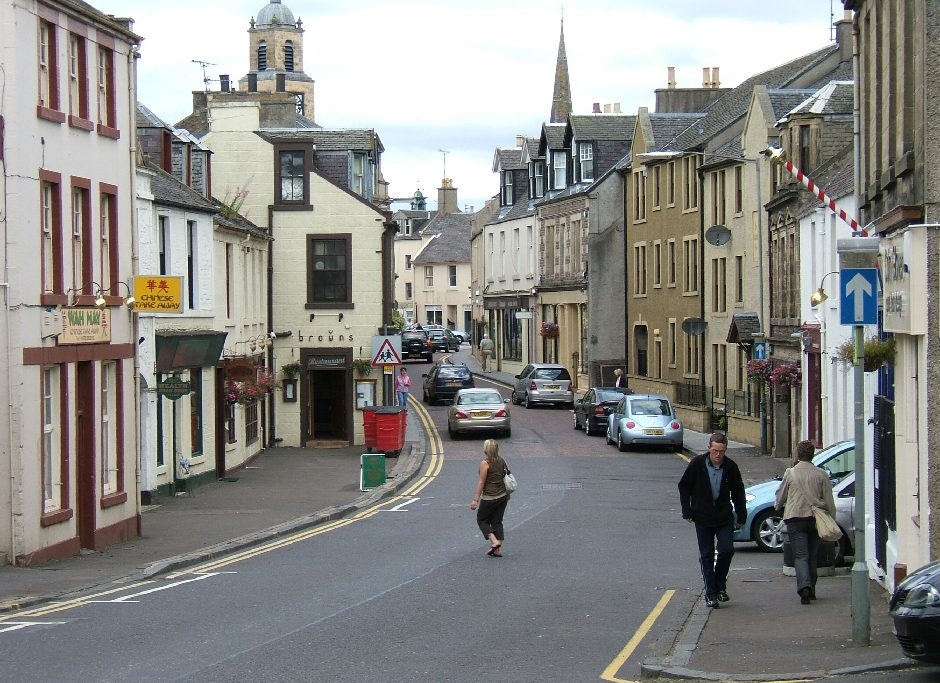
Wellgate
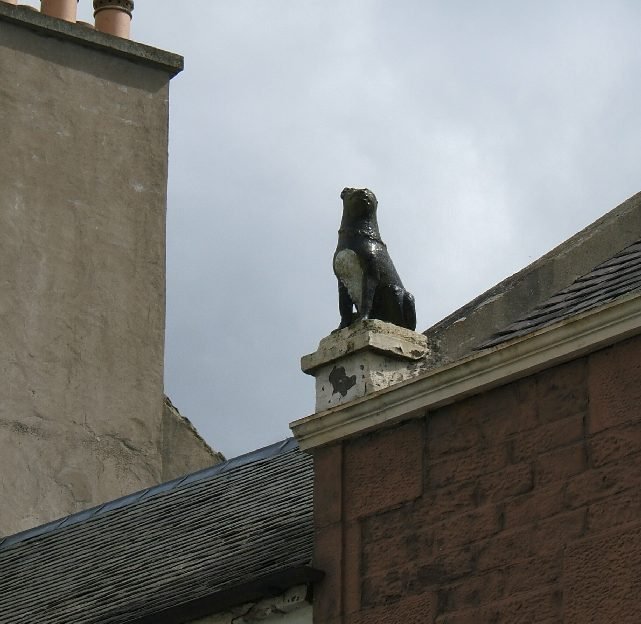
Girnin Dug